# Prionotus roseus
Prionotus roseus és una espècie de peix pertanyent a la família dels tríglids.

## Descripció
- Fa 20 cm de llargària màxima (normalment, en fa 15).[5][6]

## Hàbitat
És un peix marí, demersal i de clima tropical (37°N-33°S).

## Distribució geogràfica
Es troba a l'Atlàntic occidental: desde Carolina del Nord i el nord del Golf de Mèxic fins al Brasil, incloent-hi Puerto Rico, el Yucatán i Veneçuela.

## Observacions
És inofensiu per als humans.